# Château de Trie
Le château de Trie se situe dans la commune de Trie-Château dans le département de l'Oise, en région des Hauts-de-France, à soixante kilomètres au nord-ouest de Paris. Il est inscrit monument historique partiellement depuis 1956.

## Historique
Le château primitif est construit au XIe siècle par le roi de France Philippe Ier pour lutter et défendre le Vexin français.
En 1418, durant la guerre de Cent Ans, il est pris par Henri V d'Angleterre qui en fait son quartier général.
Après avoir appartenu à la famille de Trie, à celle de Dammartin, puis d'Estouteville, le château devient la possession des Bourbon-Longueville, des Bourbon-Conti, puis en 1783 il est possédé par Monsieur, frère du roi Louis XVI qui deviendra Louis XVIII.
Transformé par Adrienne d'Estouteville au XVIe siècle (femme de François de Bourbon, mère de Marie et belle-mère de Léonor d'Orléans, duc de Longueville), puis considérablement agrandi par Henri de Longueville, en 1620, qui en fait une demeure de plaisance, le château reçoit la visite du roi Henri IV.
Au XVIIIe siècle, il se présente comme une suite de corps de bâtiments comprenant le château-vieux (trois ailes médiévales) et le château-neuf, du XVIIe siècle. 
Ruiné à la Révolution, de ce vaste château il ne subsiste qu'une partie du château-vieux où aurait séjourné Jean-Jacques Rousseau, et un escalier Renaissance.
Le château, transformé en maison bourgeoise, fut dans la seconde moitié du XIXe siècle la propriété du comte, diplomate et philosophe Joseph-Arthur de Gobineau (1816-1882). C'est aujourd'hui l'hôtel de ville.
Les façades et toitures de la tour ronde, les tours demi-rondes qui s'élèvent à l'angle sud-ouest et le mur de courtine reliant ces tours à la tour ronde, ainsi que la salle voûtée du sous-sol et l'escalier du  XVIe siècle sont inscrits monument historique par arrêté du 28 janvier 1956.